# Thập niên 1960
Thập niên 1960 chỉ đến những năm từ 1960 đến 1969

## Sự kiện
- Ban nhạc The Beatles tới nước Mỹ (1964), cuộc cách mạng âm nhạc đại chúng bùng nổ.
- Chiến tranh lạnh giữa hai khối đối địch nhau thời bấy giờ: Phe XHCN do Liên Xô cầm đầu với phe Tư bản CN do Mỹ cầm đầu.
- Phong trào Chống chiến tranh của Mỹ tại Việt Nam lan rộng từ nước Mỹ ra khắp thế giới.
- Những thành công trong việc chinh phục vũ trụ. Trong đó nổi bật là việc con người đặt chân lên Mặt Trăng (1969).